# St. Gangolf (Trevír)
St. Gangolf je farní kostel v Trevíru, zasvěcený svatému Gangolfovi. Po trevírské katedrále je nejstarším kostelem ve městě.

## Historie
Původní stavba z roku 958 byla přestavěna v letech 1284 až 1344. Současná pozdně gotická budova získala svůj vzhled při renovaci kolem roku 1500. Barokní prvky byly přidány v letech 1731 až 1746.
Kostel je odjakživa obestavěn domy. Východní strana St. Gangolfa hraničí téměř s ulicí (Grabenstraße). Hlavní vchod se nachází u paty věže a stejně jako vchod do vedlejší kostelní lodi je umístěn pod barokní bránu (1731/32, dílo Josefa Waltera), a je dostupný z Hlavního trhu.

## Zvony
Nejznámější ze zvonů St. Gangolfa je tzv. Lumpenglocke. Byl odlit roku 1475 Nicolauem von Ene a odbíjí každý večer v 22:00. Zvony tohoto jména se používaly k oznamování zákazu nočního vycházení. Zvon je součástí trevírského kulturního života, jeho zvuk byl použit 16. června 1930 při prvním rádiovém vysílání stanice Frankfurter Senders.
St. Gangolfský zvon Zündel je od středověku používán pro oznamování požáru. Město mělo dva strážce, kteří ukazovali ve dne vlajkou a v noci lucernou místo ohně. Poslední strážce zde působil do roku 1905.